# Semigordionus circumannulatus
Semigordionus circumannulatus är en tagelmaskart som beskrevs av Heinze 1952. Semigordionus circumannulatus ingår i släktet Semigordionus och familjen Chordodidae. Inga underarter finns listade i Catalogue of Life.